# خنشارة
خنشارة هي إحدى القرى اللبنانية من قرى قضاء المتن في محافظة جبل لبنان، وتبعد عن العاصمة بيروت 35 كم. تتميز بكونها مصيف جبلي لارتفاعها الذي يصل إلى 1100 متر، كما أنها منطقة تراثية لوجود أول مطبعة ورقية في الشرق الأوسط. تتميز الخنشارة بانتشار غابات السنديان فيها، واستغل السكان المحليين خصوبة التربة في زراعة العنب، لصناعة النبيذ المعتق بأنواعه الفاخرة.
يغلب الطابع الأثري على القرية، بسبب استيطان السكان فيها منذ القدم. حيثُ يوجد فيها دير مار يوحنا الصابغ الأثري، والذي يعود تاريخ بنائه إلى القرن السابع عشر، ويضم مخطوطات تعود للقرن العاشر. كما يوجد في القرية معصرة العنب القديمة، والتي ما زالت موجودة في أحد حانات القرية. وتنتشر في القرية عدد من المنازل ذات الطابع الأثري والفن المعماري اللبناني، وبين هذه المنازل تنتشر الأدراج الصخريّة بكثرة، بسبب الطابع الجبلي للقرية.
اختيرت القرية كواحدة من أجمل بلدات لبنان، والتي يشرف عليها "جمعية أجمل بلدات لبنان".

## التسمية
هناك نظريتين حول تسمية الخنشارة:
- نظرية الاصل السرياني: يظن أن اسمها مؤلف من كلمتين سريانيتين هما «كنيش» ونعني جماعة، و«شاهري» وتعني اليقظون. فيصبح معناها يدل على الرهبان. أو قد تكون «كنيش» و «داري» التي تعني الجيوش فيصيح معناها معسكر الحرب ربما لأنه في القرن الثامن وقعت معركة بين الأمويين والمردة بالقرب من الخنشارة.
- نظرية الاسم العربي: أكثر الباحثين برجعون اسمها إلى كلمة «الخنشار» الذي هو نبات منتشر في تلك المنطقة.

## من معالم القرية
- دير مار يوحنّا الصابغ.
- متحف الطباعة.
- مقابر البلدة.
- معصرة العنب الأثرية.

## مشاهير
- عبد الله الزاخر.
- إسكندر رياشي.
- القاضي رالف رياشي.
- السياسي ملحم رياشي.